# 牧田清
牧田清（まきたきよし、1952年 - 2006年11月1日）は、日本の写真家。

## 生涯
大阪府八尾市生まれ。1988年から5年間、韓国で取材。朝日新聞社アサヒグラフなどでグラビアを飾り、一貫してマイノリティを対象に報道写真家として活躍した。
2006年、両側性肺炎で死去。

## 著書
- 「軌道」（1987年）
- 「サハリンの韓国人（1990年）
- 「良心囚のオモニたち」（1994年）
- 「ホームレスの詩」 （1994年）
- 「街が消えた－阪神大震災フォトドキュメント」（1995年）
- 「この街に生きる－阪神大震災神戸・長田区から」（1996年）
- 「猪飼野発25時 原像」（2000年）
- 「残影―闇市跡から・鶴橋」（2001年）
- 「チャレンジド―ナミねぇとプロップな仲間たち」 （2002年）